# Wayne Hightower
Wayne A. Hightower  (ur. 14 stycznia 1940 w Filadelfia, zm. 18 kwietnia 2002 tamże) – amerykański koszykarz, występujący na pozycjach silnego skrzydłowego lub środkowego.

## Osiągnięcia
Na podstawie, o ile nie zaznaczono inaczej.
NCAA
- Uczestnik rozgrywek Elite 8 turnieju NCAA (1960)
- Mistrz sezonu regularnego konferencji Missouri Valley Intercollegiate Athletic (1960)
- Zaliczony do:
  - I składu turnieju NCAA All-Region (1960)
  - III składu All-American (1961 przez NABC)

ABA
- Wicemistrz ABA (1970)[3]
- Uczestnik meczu gwiazd ABA (1969)[4]

NBA
- Wicemistrz NBA (1964)

Inne
- Mistrz Hiszpanii (1962)
- Wicemistrz Pucharu Europy Mistrzów Krajowych (1962)
- Zdobywca pucharu Hiszpanii (1960)
- Lider strzelców:
  - finałów Euroligi (1962)
  - ligi hiszpańskiej (1962)